# Le Baptême du Christ (Patinier)
Pour les articles homonymes, voir Le Baptême du Christ.
Le Baptême du Christ (en allemand : Taufe Christi) est un tableau du peintre flamand Joachim Patinier réalisé en 1515 et conservé au Musée d'Histoire de l'art de Vienne.

## Historique
Le tableau se trouvait dans la collection de l'archiduc Léopold-Guillaume d'Autriche depuis 1659 avant de passer dans les collections du Musée d'Histoire de l'art de Vienne.

## Description
La tableau représente le sujet de l'iconographie chrétienne du baptême du Christ. Le peintre y représente, dans une structure axiale, une falaise originale et brillante, une blanche colombe représentant le Saint-Esprit, et au-dessus d'elle dans les nuages, l'image de Dieu le Père, présent au baptême du Christ. Les tons dominants sont le gris, le vert et surtout le bleu, qui, ensemble, donnent une lumière plombée et surréaliste, typique de la Renaissance du Nord. Le peintre respecte toutefois les Saintes Écritures dans les deux épisodes impliquant Jean le Baptiste et Jésus : à mi-distance, Jean prononce son sermon, tandis que le Christ écoute de loin, toujours vêtu de son habit bleu ; à l'avant-plan, Jean, depuis la berge, verse de l'eau sur la tête de Jésus, debout dans le Jourdain, cette fois sans son habit bleu, posé sur la rive.
La signature de l'artiste est présente sur un rocher à l'avant-plan (OPVS.IOACHIM.D.PATINIER).

## Analyse
Les personnages de saint Jean le Baptiste et de Jésus sont caractérisés par leurs traits grossiers, presque archaïques, qui tranchent singulièrement avec l'impression de vie laissée par l'arrière-plan.
La scène religieuse et le splendide paysage forment une sorte d'équilibre : cette innovation influencera l'évolution de la peinture de paysage dans les Flandres, et en premier lieu sur Henri Bles, le premier successeur de Patinier, lui aussi actif à Anvers.